# NGC 2171
NGC 2171 — группа звёзд в созвездии Столовая Гора.
Этот объект входит в число перечисленных в оригинальной редакции «Нового общего каталога».
Астроном Гарольд Корвин (Harold J. Corwin) считает объект «потерянным» (несуществующим). В области неба, на которою указывают определённые Джоном Гершелем координаты, есть мало объектов, которые соответствуют его описанию. Ошибка в координатах маловероятна. Может быть, NGC 2171 — это облако звёзд, которое находится рядом с NGC 2107, но это также маловероятно. Еть пара галактик в 1 минуте 10 секундах прямого восхождения к востоку от координат Гершеля, но они составляют всего лишь 1' в поперечнике (а в своем описании Гершель говорит, что объект составляет 4' в поперечнике.), а также находятся вне досягаемости его телескопа.